# Сюрахамар (община)
Община Сюрахамар (на шведски: Surahammars kommun) е разположена в лен Вестманланд, централна Швеция с обща площ 371 km2 и население 9834 души (към 31 декември 2013). Административен център на община Сюрахамар е едноименния град Сюрахамар.